# 本多克典
本多克典（ほんだ かつのり、1966年12月4日 - ）は、日本の歌手。東京都出身。

## 来歴
東京都立大泉北高等学校卒業。高校時代に藤尾領や伊藤信雄と出会い、ロックバンド「A-JARI」を結成。同バンドで1984年にアマチュアバンドコンテスト「EastWest'84」に出場、ジュニア部門優秀グループ賞を受賞した。
1986年11月21日、「SHADOW OF LOVE」（東芝EMI）でメジャーデビューする。以降、5枚のシングルと4枚のアルバムをリリースしたが、1989年に解散。バンド解散後もボーカリストとしての活動を継続。1996年から2009年までクリアスカイコーポレーションに所属していた。
2020年5月2日、A-JARIが期間限定で再結成することを発表（2021年11月21日まで）。同日、公式YouTubeチャンネルにて新曲「雨上がりにハグをしよう！」を公開、変わらぬパワフルな歌声を披露した。同年6月1日、ストリーミング配信開始。

## 人物
- A-JARIのボーカルとして活動していた当時のプロフィールには、「ラマーズ法で生まれる」や「七五三でピアスを開ける」などの（悪ふざけ的な）表記があったが、これらの真偽は明かされていない（実際に本多は左耳にダイヤのピアスをしていた）。
- 自身のSNSでは音楽活動の他に、趣味のガーデニングや家事（主に料理）を熟す家庭的な側面が垣間見える写真を載せることが多い。